# Saurauia radlkoferi
Saurauia radlkoferi är en tvåhjärtbladig växtart som beskrevs av Buscalioni. Saurauia radlkoferi ingår i släktet Saurauia och familjen Actinidiaceae. Inga underarter finns listade i Catalogue of Life.